# Мацумура, Мицуру
Мицуру Мацумура (яп. 松村充 Мацумура Мицуру, род. 9 апреля 1957 года) — бывший японский фигурист, чемпион Японии по фигурному катанию. Родился в префектуре Канагава, Япония.
Мацумура семь раз завоёвывал серебряную медаль на чемпионатах Японии, соперничая сначала с Минору Сано, а затем с Фумио Игараси, и только один раз ему удалось стать чемпионом — в 1978 году. Он представлял Японию на Зимних Олимпийских играх 1976 и 1980 года, где занял восьмое место (максимально выложился в произвольной программе на музыку Пуччини, с четырьмя разными тройными прыжками, включая тройной лутц, после исполнения программы Мацумуру охватил приступ кашля, с катка его выводили под руки в полуобморочном состоянии). В настоящее время работает тренером.

## Достижения
| Чемпионат               | 1972—1973 | 1973—1974 | 1974—1975 | 1975—1976 | 1976—1977 | 1977—1978 | 1978—1979 | 1979—1980 | 1980—1981 | 1981—1982 |
| ----------------------- | --------- | --------- | --------- | --------- | --------- | --------- | --------- | --------- | --------- | --------- |
| Зимние Олимпийские игры |           |           |           | 11        |           |           |           | 8         |           |           |
| Чемпионат мира          |           |           | 16        | 12        | 8         | 8         | 9         | 6         |           | 18        |
| Чемпионат Японии        | 3         | 2         | 2         | 2         | 2         | 2         | 1         | 2         |           | 2         |